# Logarska Dolina
Logarska Dolina este o localitate din comuna Solčava, Slovenia, cu o populație de 95 de locuitori.